# Henri Demuysere
Henri Demuysere est un pilote belge de char à voile, en catégorie classe 2.

## Biographie
```
La classe 2 est le char le plus grand avec une superficie de voile maximale de 
11,30 
m
2
. Les vitesses atteintes sont de près de 
135
 
km/h
. L'association IC2A (International Class 2 association) crée à l'époque par leur père Robert Demuysere aussi Champion de Char à voile.
```

Henri et Pascal(+) se partagent depuis 1980 les podiums de char à voile.
Henri Demuysere est devenu champion du monde de conduite de char à voile classe 2 en 1987 à Lytham St Annes (Grande-Bretagne) et en 2024 à Asnelles (France). Il a également remporté l'argent aux Championnats du monde de 1993 et 2010 à La Panne. Il a remporté le bronze au Touquet, en France en 2006, à Rada Tilly Argentine en 2008, à Cherrueix France en 2012 et à Sankt Peter-Ording (Allemagne) en 2018. Il est également devenu neuf fois champion d’Europe et a remporté neuf fois l’argent et sept fois le bronze aux Championnats d’Europe.
Ses frères Pascal(+) et Yann, ainsi que leur père Robert, étaient également actifs dans les courses de chars à voile . En plus de ses activités sportives, Henri Demuysere dirige une boutique de rideaux et de linge de maison à La Panne.

## Palmarès

### Championnats du monde
- Médaille d'or en 2024, à Asnelles,  France
- Médaille de bronze en 2018, à Sankt-Peter-Ording Allemagne
- Médaille de bronze en 2012, à Cherrueix,  France
- Médaille d'argent en 2010, à La Panne,  Belgique
- Médaille de bronze en 2008, à Rada Tilly,  Argentine
- Médaille de bronze en 2006, à Le Touquet,  France
- Médaille d'or en 1987, à Lytham St Annes,  Royaume-Uni

### Championnats d'Europe
- Médaille d'or en 2024, à Asnelles,  France
- Médaille d'or en 2023, à La Panne,  Belgique
- Médaille de bronze en 2018, à Sankt-Peter-Ording Allemagne
- Médaille d'argent en 2017, à  Hoylake, {{Royaume-Uni}}
- Médaille d'argent en 2015,à La Panne,
- Médaille d'or en 2013,à Sankt Peter-Ording,  Allemagne
- Médaille de bronze en 2012, à Cherrueix,  France
- Médaille d'argent en 2011, à Hoylake,  Royaume-Uni
- Médaille d'argent en 2010, à La Panne,  Belgique
- Médaille de bronze en 2009,à Sankt Peter-Ording,  Allemagne
- Médaille de bronze en 2007,à Hoylake,  Royaume-Uni
- Médaille de bronze en 2006, à Le Touquet,  France
- Médaille d'argent en 2001, à Vendée,  France
- Médaille d'argent en 1999, à Borkum,  Allemagne
- Médaille de bronze en 1997, à Lytham St Annes,  Royaume-Uni
- Médaille d'argent en 1996, à Asnelles,  France
- Médaille d'or en 1994, à La Panne,  Belgique
- Médaille d'argent en 1993, à Sankt Peter-Ording,  Allemagne
- Médaille de bronze en 1992, à Lytham St Annes,  Royaume-Uni
- Médaille d'or en 1991, à Dunkerque,  France
- Médaille d'or en 1990, à Terschelling,  Pays-Bas
- Médaille d'or en 1987, à Lytham St Annes,  Royaume-Uni
- Médaille d'argent en 1986, à Saint-Jean-de-Monts,  France
- Médaille d'or en 1985, à La Panne,  Belgique
- Médaille d'or en 1984, à Sankt Peter-Ording,  Allemagne

### Championnats de Belgique
- 1re victoire en 1984,'85,..,2023